# Initiative populaire « pour un avenir sans nouvelles centrales atomiques »
L'initiative populaire  « pour un avenir sans nouvelles centrales atomiques » est une initiative populaire suisse, rejetée par le peuple et les cantons le 23 septembre 1984.

## Contenu
L'initiative propose de créer quatre nouveaux alinéas à l'article 24quinquies de la Constitution fédérale précisant qu'aucune nouvelle centrale nucléaire, ni aucune installations industrielles de production, d'enrichissement ou de retraitement de combustibles nucléaires ne peut être construite en Suisse. Selon le texte de l'initiative, les centrales existantes ne doivent pas être remplacées.
Le texte complet de l'initiative peut être consulté sur le site de la Chancellerie fédérale.

## Déroulement

### Contexte historique
La décision d'assurer une partie de la production d'électricité par les centrales nucléaires date des années 1963 - 1964 lorsque le Conseil fédéral fait cette recommandation dans son rapport de gestion. Les premières centrales sont construites dans les années suivantes et ce n'est qu'en 1975, lors du début de la construction de la centrale de Kaiseraugst, que les premières manifestations populaires contre l'industrie nucléaire en Suisse sont organisées.
En 1976 en Suisse, deux initiatives sont lancées parallèlement ; la première, « pour l'interruption du programme d'exploitation de l'énergie nucléaire », n'obtient pas le nombre de signatures requis alors que la seconde est rejetée de justesse le 18 février 1979. Présenté sous la forme d'un contre-projet indirect à cette initiative, un arrêté fédéral destiné à amender la loi sur l'énergie atomique est, pour sa part, accepté en votation le 20 mai 1979.
Cette initiative est lancée en parallèle avec l'initiative populaire « pour un approvisionnement en énergie sûr, économique et respectueux de l'environnement » qui définit une nouvelle politique énergétique basée sur les énergies « propres » et qui sera rejetée le même jour que celle-ci par 54,2 % des votants.

### Récolte des signatures et dépôt de l'initiative
La récolte des 100 000 signatures nécessaires a débuté le 17 juin 1980. Le 11 décembre de l'année suivante, l'initiative a été déposée à la chancellerie fédérale qui l'a déclarée valide le 28 janvier 1982.

### Discussions et recommandations des autorités
Le parlement et par le Conseil fédéral ont recommandé le rejet de cette initiative. Dans son messages aux Chambres fédérales, le gouvernement met en avant que l'interdiction de construire de nouvelles centrales nucléaires ou de remplacer celles existantes « restreindrait sensiblement la marge de manœuvre et la souplesse de notre politique de l'énergie, tout en mettant en péril notre approvisionnement en électricité. Ce serait la perte d'une ressource énergétique importante, avec les conséquences graves qui s'ensuivraient ». Selon lui, une telle décision forcerait la Confédération à recourir à d'autres formes d'énergies bien plus polluantes telle que le charbon.

### Votation
Soumise à la votation le 23 septembre 1984, l'initiative est refusée par 15 4/2 cantons et par 55,0 % des suffrages exprimés. Le tableau ci-dessous détaille les résultats par cantons :

## Effets
Après ces différents refus, l'initiative populaire « Halte à la construction de centrales nucléaires (moratoire) » qui propose d'instaurer un moratoire de 10 ans sur toute construction de nouvelle centrale nucléaire, est lancée en 1986 en parallèle avec l'initiative populaire « pour un abandon progressif de l'énergie atomique » à la suite de la proposition de créer une nouvelle centrale nucléaire à Kaiseraugst et à la suite de la catastrophe de Tchernobyl du 26 avril 1986. Si la première initiative est acceptée par 54,5 % des votants, la seconde est refusée par 52,9 % lors de la votation du 23 septembre 1990.
Dix ans après cette votation, deux nouvelles initiatives, appelées Initiative populaire « Moratoire-plus - Pour la prolongation du moratoire dans la construction de centrales nucléaires et la limitation du risque nucléaire » et Initiative populaire « Sortir du nucléaire - Pour un tournant dans le domaine de l'énergie et pour la désaffectation progressive des centrales nucléaires », sont proposées en votation pour, respectivement, prolonger de 10 ans supplémentaires le moratoire alors en vigueur et abandonner progressivement l'utilisation de l'énergie nucléaire. Les deux objets seront refusés en votation le 18 mai 2003.